# Salzbach (Saar)
Der Salzbach ist ein gut sieben Kilometer langer, linker und südwestlicher Zufluss der Saar im saarländischen Landkreis Merzig-Wadern.

## Geographie

### Verlauf
Der Salzbach entspringt gut einen halben Kilometer südlich des Mettlacher Ortsteils Wehingen auf einer Höhe von etwa 317 m ü. NHN in einer landwirtschaftlich genutzten Zone am nördlichen Fuße des Pellinger Bergs direkt südlich der L 170.
Der Salzbach Bach mündet schließlich im Mettlacher Ortsteil Dreisbach auf einer Höhe von etwa 169 m ü. NHN von links in die Saar.

### Zuflüsse
- Ochsenbornbach (links), 0,4 km
- Rittelhufbach (links), 0,2 km
- Bauschwiesbach (rechts), 0,9 km
- Tünsdorfer Bach (links), 4,0 km
- Nohnerbach (links), 1,8 km